# Porta Westfalica
Porta Westfalica este un oraș din landul Renania de Nord-Westfalia, Germania.